# 広島市立落合中学校
広島市立落合中学校（ひろしましりつ おちあいちゅうがっこう）は、広島県広島市安佐北区真亀二丁目にある公立中学校。
校舎は、広島市の北部に位置し、「高陽ニュータウン」として開発された新興住宅団地の中にある。

## 沿革
- 1976年（昭和51年）4月7日 - 広島市立高陽中学校より分離開校。
- 1978年（昭和53年）3月1日 - 校歌制定。
- 1980年（昭和55年）3月20日 - 生徒急増に伴いプレハブ校舎4教室増設。
- 1981年（昭和56年）4月1日 - 生徒急増に伴い広島市立亀崎中学校を分離開校。
- 1982年（昭和57年）3月25日 - プレハブ校舎4教室増設。
- 1983年（昭和58年）3月20日 - プレハブ校舎2教室増設。
- 1984年（昭和59年）3月20日 - プレハブ校舎撤去。
- 1984年（昭和59年）4月1日 - 生徒急増に伴い広島市立口田中学校を分離開校。
- 1996年（平成8年）3月21日 - 武道場新築。
- 1999年（平成11年）11月1日 - デリバリー給食開始。

## 校区
- 広島市立真亀小学校の校区
  - 真亀一丁目～真亀五丁目
- 広島市立落合東小学校の校区
  - 落合一丁目（落合学区分を除く）、落合二丁目～落合四丁目、落合五丁目（倉掛学区分を除く）、落合町、落合南三丁目（1番）、落合南四丁目（1～35番）

## 校区内の主な施設
- 広島県立高陽高等学校

## アクセス
- JR芸備線 玖村駅より2km。
- 広島バスセンター・広島駅前 JRバス中国・広島交通高陽A団地行き、「落合中学校前」バス停下車。

## 著名な出身者
- 直弘龍治（バレーボール選手） - 元JTサンダーズ
- 川辺駿（サッカー選手） - グラスホッパー・クラブ・チューリッヒ